# Blunda och du ska få se
Blunda och du ska få se är Esbjörn Hazelius första studioalbum som soloartist, utgivet 2009. Skivan innehåller, förutom eget material, även en tonsatt version av Pär Lagerkvists dikt "Nu löser solen sitt blonda hår". På skivan medverkar bland andra Johan Hedin.
Merparten av skivan är inspelad i byn Risbjär på Hallandsåsen. Idén till albumet föddes parallellt med inspelning av Sofia Karlssons Visor från vinden, där Hazelius uppmuntrad av Karlssons producent Göran Petersson påbörjade arbetet med solodebuten.
Skivan blev nominerad till en grammis i kategorin "Årets folkmusik/visa". Skivan fick generellt sett ett mycket gott mottagande.

## Låtlista
1. "Nu löser solen sitt blonda hår" - 5:16
2. "Malåberg" - 4:16
3. "Görels brudpolska/Flädergodis" - 5:09
4. "Lise och Love" - 5:32
5. "Stjärnspegel" - 4:38
6. "Förvillskelse" - 2:23
7. "När tranan flyger" - 3:54
8. "Fenix" - 3:02
9. "Spelman" - 4:05
10. "En afton i Gamla stan" - 3:33
11. "Sista valsen" - 4:31

## Medverkande
- Gideon Andersson – bodhrán
- Olle Eriksson – kontrabas
- Esbjörn Hazelius – sång, gitarr, cittra, fiol, mandolin, low whistle, orgel, producent
- Johan Hedin – nyckelharpa
- Sara Isaksson – sångare
- Göran Wennerbrandt – dobro, gitarr
- Jonas Åkerlund – munspel

## Listplaceringar
| Lista (2009) | Topplacering |
| ------------ | ------------ |
| Sverige      | 28           |